# Botrivier
Der Ort Botrivier oder Bot River liegt in der Lokalgemeinde Theewaterskloof, im Distrikt Overberg der südafrikanischen Provinz Westkap in einer Höhe von 94 Metern über dem Meeresspiegel am Fuß der Houw-Hoek-Berge. 2011 hatte der Ort 5505 Einwohner. Die Stadt Hermanus ist 30 Kilometer und Caledon ist 27 Kilometer entfernt.
Benannt ist Botrivier nach dem gleichnamigen Fluss. Die Khoikhoi-Stämme, die früher ihr Vieh hier weideten, nannten den Fluss Couga, was als „fettreich“ oder „viel Butter“ übersetzt werden kann. Die frühen europäischen Siedler übernahmen dann diese Bezeichnung. Der Fluss fließt in eine große Lagune und bildet nahe seiner Mündung einen Sumpf, bekannt als die Botrivier-Lagune. Dieses Feuchtgebiet beheimatet Tausende von Wasservögeln und eine kleine Herde von Wildpferden.

## Geschichte
1731 wurde Daniel Malan das Gebiet um Botterivier als Weideland zugeteilt. 1806 wurde dort der Bauernhof Compagnes Drift gegründet und hat diesen Namen bis heute behalten. Ein Großteil des heutigen Ortes liegt auf dem Gebiet des ehemaligen Bauernhofs.